# Lubitów (gmina)
Lubitów – dawna gmina wiejska istniejąca do 1939 roku w woj. wołyńskim (obecnie na Ukrainie). Siedzibą gminy był Lubitów.
W okresie międzywojennym gmina Lubitów należała do powiatu kowelskiego w woj. wołyńskim. Według stanu z dnia 4 stycznia 1936 roku gmina składała się z 22 gromad. Po wojnie obszar gminy Lubitów wszedł w struktury administracyjne Związku Radzieckiego.
Na terenie gminy znajdowała się, nieistniejąca dziś, wieś Zasmyki, gdzie 17 marca 1944 oddziały 27 Wołyńskiej Dywizji Piechoty rozbroiły kompanię Wehrmachtu.